# Kaple svatého Floriána (Moravský Krumlov)
Barokní poutní kaple sv. Floriána je jednou z výrazných dominant Moravského Krumlova, nachází se na kopci východně nad městem. Kaple je zasvěcena sv. Floriánovi, jehož si občané města zvolili po zhoubném požáru v roce 1690 za patrona města. 

## Popis
Kaple je postavena ve slohu klasicizujícího baroka, její stavba byla prováděna mezi lety 1695 až 1697. Je postavena na čtvercovém půdorysu, má dvě poschodí a čtyři rohové věže. Stavbu kdysi doplňovala také vysoká střední věž.  Jméno stavitele není známo. Na hlavním oltáři je Gutweinův obraz sv. Floriána, pod jehož nohama je ve vedutě vyobrazeno město kolem roku 1700. Socha téhož světce zdobí niku na západním průčelí stavby.
Ke kapli se vztahuje legenda o záchraně života knížete Antonína Floriána z Lichtenštejna, pod kterým se splašil kůň. Jako díkůvzdání za záchranu života dal podle pověsti kníže na kopci postavit kapli. Stavbu částečně financoval také Antonínův starší bratr, kníže Maxmilián II. Jakub z Lichtenštejna, tehdejší majitel panství. 
Za napoleonských válek byla kaple v roce 1809 zpustošena francouzskými vojáky. V roce 1829 byl z kaple uloupen zvon. Až v roce 1834, 4. května, byla znova vysvěcena. Zařízení do kaple nechal dovézt z Velkých Losin knížecí inspektor statků Matthias Zimmerman, který také daroval do kaple mariánský obraz. Město darovalo kapli tzv. bouřkový zvon z radnice. Pořízeny byly i nové varhany, na které se hrálo poprvé 25. dubna 1838. V jedné z věží jsou uchovávány listiny a písemnosti pro další generace.
Hlavní pouť se koná každoročně v neděli okolo památky sv. Floriana (4. května).